# اچ‌ام‌اس آر۸
اچ‌ام‌اس آر۸ (به انگلیسی: HMS R8) یک زیردریایی بود که طول آن ۱۶۳ فوت (۵۰ متر) بود. این زیردریایی در سال ۱۹۱۸ ساخته شد.